# Булиши
Булиши (груз. ბულიში) — село в Грузии, на территории Хобского муниципалитета края (мхаре) Самегрело-Верхняя Сванетия.

## География
Село находится в западной части Грузии, на правом берегу реки Риони, на расстоянии приблизительно 7 километров (по прямой) к юго-востоку от города Хоби, административного центра муниципалитета. Абсолютная высота — 11 метров над уровнем моря.

## Население
По результатам официальной переписи населения 2014 года, в Булиши проживал 431 человек (208 мужчин и 233 женщины). В национальной структуре населения грузины составляли 99,8 %, русские — 0,2 %.
| Год  | Население, человек |
| ---- | ------------------ |
| 2002 | 509                |
| 2014 | ↘ 431              |